# Antigua i Barbuda na Mistrzostwach Świata w Lekkoatletyce 2019
Antigua i Barbuda na Mistrzostwach Świata w Lekkoatletyce 2019 – reprezentacja Antigua i Barbudy podczas mistrzostw świata w Doha liczyła tylko jednego zawodnika.

## Skład reprezentacji

### Mężczyźni
| Zawodnik      | Konkurencja   | Preeliminacje | Preeliminacje | Eliminacje | Eliminacje | Półfinał | Półfinał | Finał | Finał   | Źródło |
| Zawodnik      | Konkurencja   | Wynik         | Pozycja       | Wynik      | Pozycja    | Wynik    | Pozycja  | Wynik | Pozycja | Źródło |
| ------------- | ------------- | ------------- | ------------- | ---------- | ---------- | -------- | -------- | ----- | ------- | ------ |
| Cejhae Greene | bieg na 100 m | BYE           | BYE           | 10,33 s    | 33.        | NQ       | NQ       | NQ    | NQ      | [ 1 ]  |